# Saint-Araille
Saint-Araille är en kommun i departementet Haute-Garonne i regionen Occitanien i södra Frankrike. Kommunen ligger i kantonen Le Fousseret som tillhör arrondissementet Muret. År 2022 hade Saint-Araille 125 invånare.

## Befolkningsutveckling
Antalet invånare i kommunen Saint-Araille
Referens:INSEE